# Liber chronicorum
Il Liber Chronicorum, originalmente Chronicon regum Legionensium, fa parte della più ampia raccolta di opera di Pelagio da Oviedo chiamata Corpus Pelagianum e ne costituisce la parte principale. Esso è una raccolta di cronache riportate poi da Pelagio insieme al suo Chronicon, che era stato completato dopo il 1121, dato che esso si riferisce al matrimonio di Sancha, figlia del re di León Alfonso VI con Rodrigo González di Lara, cui venne conferito il titolo di conte.
Il Chronicon è costituito da 24 manoscritti, il primo dei quali data intorno alla fine del XII secolo. Esso inizia con l'ascesa al potere di Bermudo II nel 982 e termina con la morte di Alfonso VI nel 1109. Il lavoro di Pelagio come storico è stato posto a confronto con quelli degli autori anonimi della Historia silense e sulla Chronica Adefonsi Imperatoris. Secondo Simon Barton e Richard A. Fletcher il latino di Pelagio «è grossolano e artigianale, [...] privo della verve e degli ornamenti retorici della Historia e non mostra la notevole erudizione di entrambe».
Probabilmente Pelagio scrisse la sua storia in fretta e senza un minimo di preparazione a monte.
Pur con i suoi limiti e le sue asimmetrie, il Chronicon di Pelagio è la fonte principale per molti eventi dell'XI secolo, quale, ad esempio, la spartizione del reame che ebbe luogo alla morte del re Ferdinando, nel 1065. Egli è anche un testimone un contemporaneo, e spesso oculare, dei periodi di regno di Alfonso VI e di Urraca; invero la sua è l'unica cronaca contemporanea che copre l'intero periodo del regno di Alfonso VI, che egli elogia come «…padre e difensore di tutte le chiese di Spagna»
Il regno del suo predecessore, Alfonso V, è trattato molto brevemente, ma la descrizione di quello del padre Bermudo II occupa circa metà del Chronicon e Pelagio è molto critico verso di lui. Egli è l'unica fonte sull'incarcerazione del suo predecessore, il vescovo di Oviedo Gadesteo (in carica dal 992 al 1006), avvenuta nel 990 per disposizione di Bermudo. Il suo atteggiamento critico verso quest'ultimo getta luce sulla parzialità di giudizio di Pelagio. Il Chronicon mostra un particolare interesse per le vicende ecclesiastiche, specialmente quelle della provincia del suo autore, mentre la descrizione dell'attività regale è povera, limitandosi l'autore spesso a poco più di elenchi di successi, come quelli delle città conquistate. La storia di Pelagio attribuisce, a ogni piè sospinto, le cause dei fatti alla Divina Provvidenza, come in quello in cui ad Almanzor fu permesso di saccheggiare gli stati cristiani a causa dei peccati di Bermudo. Pelagio era anche interessato alla genealogia, cosa che emerge anche nel Liber testamentorum, sebbene la genealogia dei sovrani del León non sia perfetta.
Il Chronicon regum Legionensium e la cronaca riveduta di Sampiro influenzarono gli autori successivi delle Chronica Adefonsi imperatoris e Chronica naierensis e autori quali Lucas de Tuy, Rodrigo Jiménez de Rada e Alfonso X di Castiglia.
L'importanza di Pelagio come storico è ancora oggetto di dispute accademiche. Egli non è libero da leggende, miracoli, invenzioni, ma non partì con l'intento di modificare la storia.